# Zanetto
Zanetto è un'opera lirica in un atto di Pietro Mascagni su libretto (anche se l'indicazione è quella di  "riduzione") di Giovanni Targioni-Tozzetti e Guido Menasci, derivato dalla commedia in versi in un atto Il viandante (Le passant) di François Coppée.
Rappresentata per la prima volta al Liceo musicale Rossini di Pesaro il 2 marzo 1896, è stata spesso messa in scena accoppiata ad un'altra opera in un atto unico di Mascagni, Cavalleria rusticana.
Zanetto si connota per le eco di madrigali, villotte e stornelli con cui l'autore ha voluto colorare l'ambientazione del periodo rinascimentale fiorentino nel quale l'opera è situata.

## Trama
Nella semplicità dell'operina - due soli personaggi, introdotti da un coro di apertura a cappella - la trama di Zanetto è quanto di più semplice possa esistere, almeno nell'opera lirica. La scena è ambientata in epoca rinascimentale, a Firenze, nel giardino di Silvia, un'avvenente cortigiana turbata dalla propria incapacità di riuscire a provare un qualsiasi sentimento amoroso. La donna rimane turbata nel conoscere Zanetto, giovane poeta e cantore girovago che, nella propria ingenuità, la confonde con una nobildonna.
Zanetto le racconta di essere alla ricerca di una cortigiana della quale ha sentito tanto parlare, e Silvia, ormai invaghita di lui - pur suggerendogli suo malgrado di non smettere di cercarla - lo vorrebbe tenere presso di sé.  Il disarmante candore del giovane ha tuttavia la meglio e la cortigiana, pur in un canto di lacrime, respinge Zanetto con dolcezza. Le resterà una rinnovata consapevolezza della possibilità di tornare ad amare.

## Critica non benevola
Zanetto non è considerato uno dei lavori più riusciti di Mascagni che, reduce da una decade di intensa attività, si lasciò attrarre da un soggetto - la commedia di Coppée, portata in scena per la prima volta da Sarah Bernhardt a Parigi nel 1869 e tradotta tre anni dopo in versi martelliani da Emilio Praga - sicuramente non fra più malleabili.
La stessa critica ufficiale mostrò fin dalla prima le proprie perplessità e solo lo scrittore Ugo Ojetti si pronunciò in maniera favorevole indicando in quest'opera la più organica mai riuscita a Mascagni.
A beneficio del quale depone, in ogni caso, il desiderio di avvicinarsi, appunto con Zanetto, a temi vicini ad una cultura e ad una letteratura al tempo assai in auge, una aspettativa probabilmente non premiata dal testo restituito in lingua italiana che - a parere di molti - non contiene elementi che potessero suscitare nel compositore toscano elevate punte ispirative.

## Edizioni discografiche
- 1969 - Tito Petralia (direttore), Orchestra Sinfonica della RAI - Giuseppina Arista (Zanetto), Pina Malgarini (Silvia) - (26 giugno 1969)
- 1986 - Mauro Ceccanti, Orchestra e Coro del Comitato Estate Livornese - Ambra Vespasiani, Rita Lantieri - Live, Livorno, Teatro di Villa Mombelli, 30 luglio 1986
- 2003 - Bruno Aprea, Orchestra Sinfonica di Savona - Romina Basso, Denia Mazzola Gavazzeni  - (Video)